# 升形站
升形站（日语：／ Masukata eki */?）是位於山形縣新庄市大字升形字下夕野620番地，東日本旅客鐵道（JR東日本）的陸羽西線車站。

## 歷史

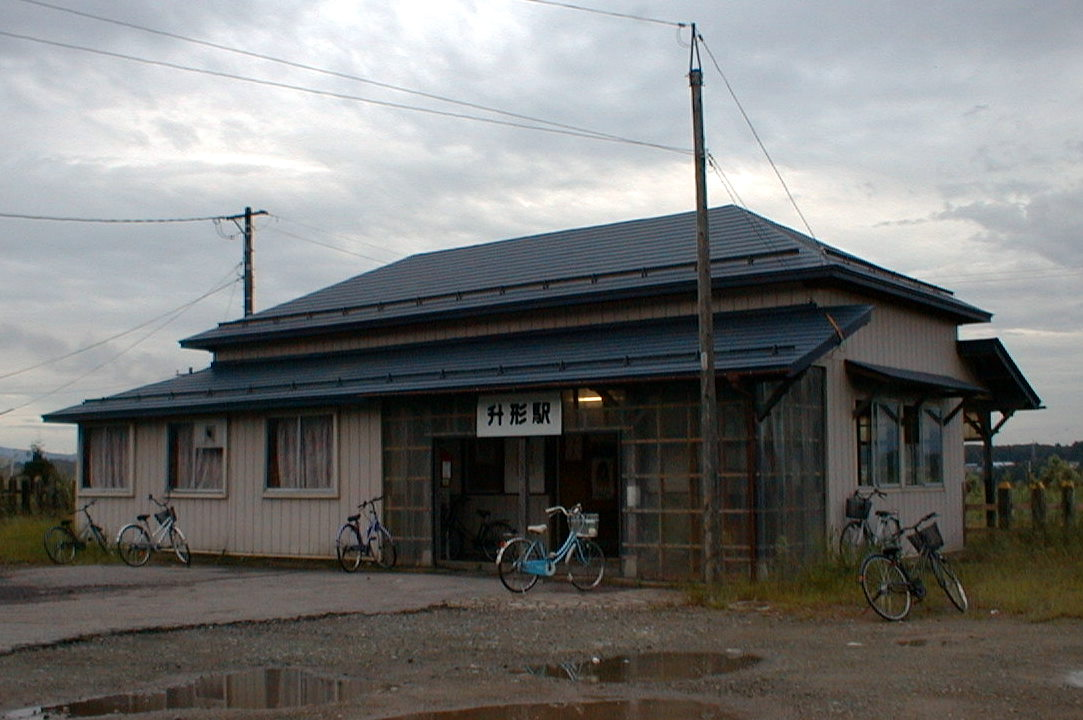
翻新前的車站大樓

- 1913年（大正2年）12月7日：車站啟用。
- 1986年（昭和61年）11月1日：成為無人車站。
- 1987年（昭和62年）4月1日：伴隨國鐵分割民營化，車站由東日本旅客鐵道（JR東日本）營運[1]。
- 2000年（平成12年）3月：現時車站大樓竣工。

## 車站構造
此站是地面車站。曾經此站設有1面2線的島式月台，當時可以進行列車交會。現時只有1面1線的單式月台，使用前舊下行線。從前此站與古口站一樣設有同款車站大樓，現時重建為一座簡易車站大樓。
此站是由新庄站管理的無人車站。

## 使用狀況
在2004年度，1日平均乘車人次為11人。
| 乘車人次變化 | 乘車人次變化 |
| 年度         | 1日平均人次  |
| ------------ | ------------ |
| 2000         | 15           |
| 2001         | 11           |
| 2002         | 11           |
| 2003         | 11           |
| 2004         | 11           |

## 車站周邊
- 新庄市立升形小學
- 升形簡易郵局
- 國道458號（日语：国道458号）

## 其他
- 此站站名的日文讀法為，車站周邊的地名日文讀法為「がたである」。
- 在鄰站新庄站的站名牌上，有一段時期把此站的羅馬拼音誤寫成「Masugata」。

## 相鄰車站
東日本旅客鐵道（JR東日本）
■陸羽西線
□快速「最上川」（下行）、■普通
新庄－升形－羽前前波

## 注腳
1. ↑  『交通年鑑 昭和63年版』 交通協力會，1988年3月。
2. ↑  『山形県の鉄道輸送』平成26年度版 - 山形県 （页面存档备份，存于）（日語）

## 外部連結
- 車站資訊（升形）：東日本旅客鐵道（日語）